# Luke Bracey
Luke Bracey (Sydney, 26 april 1989) is een Australisch acteur.
Bracey begon zijn acteercarrière in 2009 met de Australische televisieserie Home and Away. In 2011 maakte hij zijn debuut op het witte doek met de film Monte Carlo. In 2015 speelde hij de hoofdrol in de remake Point Break als FBI-agent Johnny Utah.